# Soague (província)
Soague ou Soaje (em árabe: محافظة سوهاج‎; romaniz.: Muḥāfāzah Sohaj) é uma província (moafaza) do Egito com a sede em Soague. Possui 11 218 quilômetros quadrados e segundo censo de 2018, havia 5 128 446 habitantes.